# Graphogaster alaskensis
Graphogaster alaskensis là một loài ruồi trong họ Tachinidae.